# Zweckverband Regio-Nahverkehr Freiburg

Logo des ZRF

Der Zweckverband Regio-Nahverkehr Freiburg (ZRF) hat seinen Sitz in Freiburg im Breisgau. Er setzt sich aus den drei Gebietskörperschaften Landkreis Breisgau-Hochschwarzwald, Landkreis Emmendingen und der Stadt Freiburg im Breisgau zusammen. Er wurde am 31. August 1994 gegründet mit dem Ziel der dauerhaften Förderung und des stetigen Ausbaus des öffentlichen Personennahverkehrs im Verbandsgebiet.

## Aufgaben
Der Zweckverband entwickelt auf der Grundlage des Gesetzes über die Planung, Organisation und Gestaltung des öffentlichen Personennahverkehrs (ÖPNVG Baden-Württemberg) vom 8. Juni 1995 die maßgeblichen verkehrspolitischen Leitlinien. Er fördert, unterstützt und koordiniert den regionalen öffentlichen Personennahverkehr (ÖPNV) und dessen Ausbau. Der ZRF erstellt den Nahverkehrs- und Nahverkehrsentwicklungsplan gemäß § 11 ÖPNVG für das Verbandsgebiet und schreibt diese fort. Er sorgt für die schrittweise Umsetzung der Planungen sowie deren Finanzierung im Zusammenwirken mit den Verkehrsunternehmen im Verbandsgebiet und er koordiniert die Leistungen im regionalen ÖPNV und SPNV. Gemäß den §§ 5 und 6 Abs. 1 ÖPNVG ist der ZRF für den Ausgleich der Interessen der Verbandsmitglieder verantwortlich und vertritt die Belange des ZRF und seiner Verbandsmitglieder gegenüber Dritten. Nicht zuletzt gewährt der ZRF Zuschüsse für die Verbundtarife im Verbandsgebiet.
Zur Erfüllung seiner Aufgaben hat der ZRF am 1. Januar 2000 die Regio-Verbund Gesellschaft mbH (RVG) gegründet, die die vertraglichen Funktionen gegenüber dem als Unternehmensverbund strukturierten Regio-Verkehrsverbund Freiburg (RVF) wahrnimmt.

## Struktur
Der ZRF ist eine Körperschaft des öffentlichen Rechts. Die Verbandsmitglieder haben aufgrund des § 6 des Gesetzes über die kommunale Zusammenarbeit (GKZ) in der Fassung vom 16. September 1974 in der Verbandssatzung u. a. die Aufgaben und die Finanzierung durch die Verbandsmitglieder festgelegt. Den Verbandsvorsitz haben abwechselnd der Oberbürgermeister/die Oberbürgermeisterin der Stadt Freiburg, der Landrat/die Landrätin des Landkreises Breisgau-Hochschwarzwald und der Landrat/die Landrätin des Landkreises Emmendingen. Die Organe des ZRF sind die Verbandsversammlung und der Verbandsvorsitzende.

## Weblink
- Zweckverband Regio Nahverkehr Freiburg (ZRF)